# Az áldozat nem tesz vallomást (kisjátékfilm)
Az áldozat nem tesz vallomást 1966-ban készült didaktikus magyar kisjátékfilm az alkoholos autóvezetésről, a cserbenhagyásról és az önmentő hazugságokról. Egy egyébként tisztes életet élő személy saját hibáján kívül elgázol egy szabálytalan motorost. Mivel alkoholt fogyasztott, a lebukástól való félelmében cserbenhagyja a sérültet, menekülni kezd, eközben újabb súlyos balesetbe keveredik, majd egyre mélyebbre süllyed a hazugságokba.

## Cselekmény
Sándor, a középkorú férfi és Mari, várandós felesége rokonlátogatáson vannak a Balaton partján. Nyugodtan iszogat, mivel az a szokásuk, hogy ilyenkor a felesége vezet. Kora reggel indulnak vissza, de kevésbé gyakorlott felesége túl lassan vezet, ezért mivel úgy érzi, hogy kezd kijózanodni, átveszi a volánt. Egy váratlan útfelbontásnál ütközik egy szabálytalanul közeledő motorossal. Noha megáll, mikor látja, hogy a motoros eszméletlen, inkább odébb áll. Feleségének azt hazudja, hogy semmi baj nem történt és adott a motorosnak némi pénzt kárpótlásul. 
Egy éppen odaérő lovaskocsissal össze is szólalkozik, arra nem gondol, hogy ezzel tanút szerzett önmaga ellen. A lovaskocsis leállít egy motorost, visszamennek a faluba, hívni a mentőket. A kiérkező mentőorvos közli, az áldozat a késlekedés miatt meghalt. A leesett fényszóróperem és a festékmaradványok alapján kiadják a körözést egy szürke Moszkvicsra, a kocsit a 7-es úton keresik. Sándor a biztonság kedvééért Pusztaszabolcs fele letér, majd a 6-os úton folytatja az utat Pest felé. Egy útmenti autószerelőtől vesz egy fényszóróperemet, majd egy beugróban fel is szereli. Egy véletlenül mögé keveredő rendőrautótól annyira megijed, hogy a gázra lép, majd beleszalad egy vascsöveket szállító teherautóba, felesége súlyosan megsérül. 
Halász alkoholos állapota miatt a rendőrségen tartják a kocsit, de mivel azt hazudja, hogy nem a Balatonról, hanem Pécsről jöttek, eleinte nem gyanítják, hogy a két eset között kapcsolat van, Halászt a tárgyalásig elengedik. Az alaposabb vizsgálatnál kiderül, hogy a kocsi külsején az elgázolt motorostól származó nyomok vannak. 
A rendőrök másodjára a lakásán keresik, közlik vele a bizonyítékokat, de Halász változatlanul tagad, arra hivatkozik, hogy a felesége majd igazolja a vallomását. A felesége azonban a kórházban meghalt úgy, hogy egy percre sem nyerte vissza az eszméletét. Halász ekkor taktikát változtat, azt hazudja, hogy a felesége vezetett, ő végig aludt. A vidéki rokonok is megerősítik, hogy valóban a felesége vezetett, mikor elindultak. 
A helyszíni szembesítésnél viszont a lovaskocsis egyértelműen azonosítja Halászt, mint sofőrt, akit letartóztatnak. 
A két rendőr az autóban átbeszéli az esetet, Halász négy év körül fog kapni cserbenhagyás, ittas vezetés, a hatóság megtévesztése és a második baleset miatt. Mivel egyértelműen a motoros volt a hibás, ha megáll segíteni, a második baleset meg sem történt volna, az ittas vezetést megúszta volna pénzbüntetéssel. 
A kocsiban megszólal a rádió, baleset a 4-es úton. A két rendőr megállapítja, ma sem érünk haza éjfél előtt.

## Szereplők
- Kállai Ferenc: Halász Sándor, az autó vezetője
- Gombos Katalin: Mari, a felesége
- Orsolya Erzsi: Sándor édesanyja
- Győrffy György: Sándor vidéki rokona
- Kelemen Éva, vidéki rokon
- Mádi Szabó Gábor: rendőrtiszt
- György László: rendőrtiszt
- Bánhidi László: lovaskocsis
- Koncz Gábor: a második motoros
- Kaló Flórián: Halász barátja a presszóban